# Jules Pirard
Jules Pirard (Hautmont, Nord, 1885. május 28. – Hautmont, Nord, 1962. december 22.) olimpiai bronzérmes francia tornász.
Ez első világháború után az 1920. évi nyári olimpiai játékokon indult, és mint tornász versenyzett. Csapat összetettben bronzérmes lett.